# Len Sutton
Leonard Sutton (9 de agosto de 1925 – 4 de dezembro de 2006) foi um automobilista norte-americano que esteve em nove (sete) 500 Milhas de Indianápolis, (quatro (três) quando a prova fazia parte do calendário da Fórmula 1 de 1950 até 1960): 1956 (não se qualificou), 1958, 1959, 1960, 1961, 1962, 1963 (muito lento), 1964 e 1965. Seu melhor resultado nas 500 Milhas de Indianápolis foi o 2º lugar em 1962.
Lenn Sutton faleceu em casa na manhã de 4 de dezembro de 2006, aos 81 anos, de câncer.